# ФК Збройовка (Бърно)
ФК „Збро̀йовка“ (на чешки: Fotbalový Club Zbrojovka Brno) е чешки футболен клуб от град Бърно, играещ домашните си мачове в на стадиона на улица „Сръбска“ в градската част Кралово поле. От сезон 2012 – 13, отборът неизменно е в най-висшия ешелон на страната, Гамбринус лига.
Основан е през 1913 г. от Кирил Методий Лацина, син на мелничар, под името Спортен клуб Жиденице. Исторически е първият участник (1933-1934) и шампион (1977-1978) на най-високата чехословашка футболна лига от Моравия. Златната ера на клуба е през 70-те години на 20 век, когато печели първата и единствената титла в историята си. По-късно, в началото на 90-те години, приключва подкрепата на фирмата „Збройовка“. Благодарение на Любомир Хръстка (бизнесмен и бивш хокеист на „Комета“ Бърно), отборът стабилизира финансовото си състояние и се преименува от „Збройовка“ на „Боби“ (от прякора на Хръстка). Клубът завършва сезон 1994-1995 на трето място, а в периода 1993 – 2000 г. поставя рекорд по посещаемост в топ лигата.
След затварянето на стадион „На Лужанки“, през октомври 2001 г. клубът се мести на реновирания футболен стадион „Сръбска“, който има капацитет от 12 550 зрители.

## История

### Начало (1913 – 1972)
Клубът е основан на 14 януари 1913 г. от Кирил Лацина на учредително събрание в пивницата „При Маха“ (днес в район Бърно-Жиденице, ул. „Космакова“ 49). Още през двадесетте години на миналия век, мачовете на жиденци са посещавани от многохилядна публика, а през 1926 г. клубът печели първите си два големи успеха, след като става шампион на Моравия и шампион за аматьори на Чехословакия. През сезон 1932/33 отборът се състезава за първи път сред професионалистите, печели втора лига и се класира за най-висшата чехословашка футболна група – първият клуб от Моравия в нейната история и първият участник от Бърно в чехословашката Първа лига (преди СК Моравска Славия Бърно през 1935 – 1936 г., ЧАФК Жиденице – 1952 г., Червена звезда Бърно – 1957 – 1958 г. и ЛеРК Бърно – 1961 – 1962 г.). Клубът също се състезава и в Централноевропейската купа, престижен международен футболен турнир между двете световни войни.

### Златна ера и изпадане (1972 – 1990)
След Втората световна война СК „Жиденице“ е преименуван на „Збройовка“ Бърно. През 1953 г. е открит стадион „На Лужанки“, който по-късно е разширен до капацитет от 50 000 зрители. През 50-те години на 20 век „Збройовка“ участва без особен успехи в първенствата на втора и трета лига. Клубът се завръща в най-висшия ешелон през 60-те години, след сливането с „Червена звезда“. Най-големите си успехи през футболната си история „Збройовка“ постига през втората половина на седемдесетте години. Те започват с идването на треньора Йозеф Масопуст, който по време на четиригодишния си престой в Бърно печели с отбора през сезон 1977 – 1978 г. все още единствената титла на страната за бърненци. Година по-рано голмайсторът на клуба, Карел Кроупа, е избран за „Най-добър футболист на Чехословакия“.
След поредица от успехи, през 1983 г. започва период на криза, чиято кулминация е изпадането в долната дивизия. След шест сезона на опити за завръщане, през 1989 г. „Збройовка“ успява, под ръководството на треньора Франтишек Ципро, да се завърне във висшата лига на първенството. След две години обаче идва друго изпадане, този път само за една година.

## Предишни имена
- 1913 г. – СК Жиденице (на чешки: Sportovní klub Židenice)
- 1947 г. – СК Збройовка Жиденице Бърно (Sportovní klub Zbrojovka Židenice Brno)
- 1948 г. – Сокол Збройовка Жиденице Бърно (Sokol Zbrojovka Židenice Brno)
- 1951 г. – Сокол Збройовка Бърно (Sokol Zbrojovka Brno)
- 1953 г. – ДСО Спартак Збройовка Бърно (Dobrovolná sportovní organizace Spartak Zbrojovka Brno)
- 1956 г. – ТЕ Спартак ЗЯС Бърно (Tělovýchovná jednota Spartak Závody Jana Švermy Brno)
- 1968 г. – ТЕ Збройовка Бърно (Tělovýchovná jednota Zbrojovka Brno)
- 1990 г. – ФК Збройовка Бърно (Football Club Zbrojovka Brno)
- 1992 г. – ФК Боби Бърно (Football Club Boby Brno)
- 1994 г. – ФК Боби Бърно Унистав (Football Club Boby Brno Unistav)
- 1997 г. – ФК Боби-спорт Бърно (Football Club Boby-sport Brno)
- 2000 г. – ФК Ставо Артикел Брно (Football Club Stavo Artikel Brno)
- 2004 г. – 1. ФК Бърно  (Fotbalový klub 1. FC Brno, a.s.)
- 2010 г. – ФК Збройовка Бърно (FC Zbrojovka Brno)

## Срещи с български отбори
„Збройовка“ се е срещал с български отбори в официални и приятелски срещи. С „Лудогорец“ се е срещал един път в контролен мач. Мачът се играе на 3 февруари 2016 г. в турския курорт Белек като завършва 0 – 0 .

## Успехи
- Чехословакия:
  - Чехословашка първа лига:
    -  Шампион (1): 1977/78
    -  Вицешампион (1): 1979/80
    -  Бронзов медал (4): 1934/35, 1937/38, 1945/46, 1978/79

- Чехия:
  - Гамбринус лига:
    -  Бронзов медал (1): 1994/95

## Партньорски отбори (проект Фарма)
| Сезон       | Партньорски отбор | Лига                          |
| ----------- | ----------------- | ----------------------------- |
| 2011 – 2012 | ФК Спарта Бърно   | Четвърта дивизия              |
| 2012 – 2014 | СК Лишен          | Четвърта дивизия              |
| 2014–       | СК Лишен          | Моравскосилезка футболна лига |